# Carte du Ciel
Carte du Ciel ("mappa del cielo") era un progetto internazionale per mappare la posizione di milioni di stelle, fino all'undicesima o dodicesima magnitudine.
| Osservatorio               | declinazione | declinazione |
| Osservatorio               | Da           | A            |
| -------------------------- | ------------ | ------------ |
| Greenwich                  | +90°         | +65°         |
| Vaticano                   | +64°         | +55°         |
| Catania                    | +54°         | +47°         |
| Helsinki                   | +46°         | +40°         |
| Potsdam                    | +39°         | +32°         |
| Oxford                     | +31°         | +25°         |
| Parigi                     | +24°         | +18°         |
| Bordeaux                   | +17°         | +11°         |
| Tolosa                     | +10°         | +5°          |
| Algeri                     | +4°          | -2°          |
| San Fernando               | -3°          | -9°          |
| Tacubaya                   | -10°         | -16°         |
| Santiago                   | -17°         | -23°         |
| La Plata                   | -24°         | -31°         |
| Rio                        | -32°         | -40°         |
| Città del Capo             | -41°         | -51°         |
| Sydney                     | -52°         | -64°         |
| Nizamia Observatory, India | - °          | - °          |
| Melbourne                  | -65°         | -90°         |

## Descrizione
Il progetto fu iniziato nel 1887 dal direttore dell'osservatorio di Parigi, Amédée Mouchez, che realizzò potenziali nuove tecnologie di fotografia che rivoluzionarono il processo di realizzazione delle carte celesti.
Egli ideò un progetto che avrebbe occupato 22000 lastre fotografiche dell'intero cielo, ognuna di dimensioni 2°×2°, e stilò una lista di osservatori nel mondo, ad ognuno dei quali assegnò una sezione separata del cielo su cui lavorare.
Il progetto venne diviso in due stadi:
- Nel primo stadio gli astronomi determinarono le posizioni precise di diverse migliaia di stelle di riferimento in varie parti del cielo attraverso la misurazione dei tempi dei loro transiti al meridiano. Ne derivarono tre cataloghi delle stelle di riferimento:
  1. il TOU1, dalle misurazioni effettuate tra il 1891 e il 1898, che conta 3719 stelle
  2. il TOU2, dalle misurazioni effettuate tra il 1898 e il 1905, che conta 6447 stelle
  3. il TOU3, dalle misurazioni effettuate tra il 1908 e il 1931, che conta 10070 stelle
- Nel secondo stadio gli astronomi presero le lastre fotografiche e successivamente le trasmisero ad un gran numero di “calcolatrici” (persone impiegate nello svolgere calcoli in serie prima dell'avvento dei computer, solitamente donne) che determinarono manualmente le posizioni delle stelle su ogni lastra rispetto alle stelle di riferimento, calcolando così l'ascensione retta e la declinazione delle stelle.

## Risultati
Decenni di lavoro vennero spesi a livello internazionale prima della soppressione del progetto, dovuta all'avvento delle moderne tecnologie astronomiche. Il progetto non venne mai completato, sebbene  il catalogo venne pubblicato nel 1958.
Uno dei problemi fu che il lavoro prese più tempo di quanto ci si era aspettati. Per esempio, l'osservatorio di Algeri, che era il più attivo nel progetto, non terminò il lavoro fino al 1919.
Originariamente si pensava che il progetto avrebbe dovuto essere terminato in soli dieci o quindici anni.
Un problema più serio fu che mentre gli astronomi francesi erano impegnati nel progetto, che richiedeva lavoro metodico più che creatività, nelle altre parti del mondo, come ad esempio negli Stati Uniti, l'astrofisica divenne molto più importante dell'astrometria. Per questo motivo, l'astronomia francese rimase indietro di decenni.
Sebbene il progetto abbia permesso di scoprire alcune stelle doppie e stelle con alto moto proprio, i risultati non furono commensurati con il vasto ammontare di tempo e di sforzi affrontati.
Il lavoro un tempo svolto dalle “calcolatrici” è oggi svolto da computer. Pacchetti di software economici permettono a qualsiasi astronomo amatoriale di determinare la posizione precisa di ogni stella in un'immagine in una frazione di secondo.